# عشق، عروسی‌ها و دیگر فجایع
عشق، عروسی‌ها و دیگر فجایع (به انگلیسی: Love, Weddings & Other Disasters)، یک فیلم آمریکایی در ژانر کمدی رمانتیک به نویسندگی و کارگردانی دنیس داگن است که در سال ۲۰۲۰ منتشر شد. داین کیتن، جرمی آیرونز، مگی گریس، جینجو لی، جسی مک‌کارتنی و ورونیکا فرس ستارگان فیلم هستند.
فیلم‌برداری فیلم از سپتامبر ۲۰۱۹ در بوستون آغاز شد.